# Stylophoronychus baghensis
Stylophoronychus baghensis är en spindeldjursart som beskrevs av N. Prasad 1975. Stylophoronychus baghensis ingår i släktet Stylophoronychus och familjen Tetranychidae. Inga underarter finns listade i Catalogue of Life.